# Mall.cz
Mall.cz (Internet Mall, a.s.) – czeski sklep internetowy oraz sieć sklepów stacjonarnych z siedzibą w Pradze. Oferta Mall.cz obejmuje m.in. elektronikę, artykuły gospodarstwa domowego, urządzenia ogrodnicze, sprzęt sportowy.
Sklepy Mall zostały uruchomione w Czechach, na Słowacji i Węgrzech oraz w Polsce, Słowenii i Chorwacji. W 2016 r. sklep stał się częścią Mall Group, przedsiębiorstwa z branży e-commerce, do którego należą również pokrewne platformy: CZC, Proděti.cz, Vivantis, Košík.cz. Roczne obroty Mall Group przekraczają 500 mln euro. W kwietniu 2022 r. spółka Mall Group została przejęta przez Grupę Allegro. W lipcu tegoż roku zakończono sprzedaż w serwisie Mall.pl.